# Qattinah
Qattinah (tiếng Ả Rập: قطينة, cũng đánh vần là Kattineh) là một ngôi làng ở miền trung Syria, một phần hành chính của Tỉnh Homs, nằm ở phía nam Homs. Nó nằm ở cuối phía đông bắc của Hồ Homs, còn được gọi là "Hồ Qattinah." Các địa phương lân cận bao gồm al-Buwaydah al-Sharqiyah ở phía nam, Aabel ở phía đông, al-Nuqayrah ở phía đông bắc, Tell al-Shur ở phía bắc và Khirbet Ghazi ở phía tây ở phía đối diện của Hồ Homs. Theo Cục Thống kê Trung ương Syria (CBS), Qattinah có dân số 6.018 trong cuộc điều tra dân số năm 2004.